# Agence télégraphique albanaise
Pour les articles homonymes, voir ATA et ATS.
L'Agence télégraphique albanaise (ATA, également en anglais Albanian Telegrahic Agency ou en albanais Agjencia Telegrafike Shqiptare, ATS) est la principale agence de presse albanaise.

## Histoire
L'Agence télégraphique albanaise est fondée en 1912, après la déclaration d'indépendance de l'Albanie (en).

## Fonctionnement
Organisme gouvernemental de presse, l'ATA publie des dépêches en albanais, français et anglais.
L'ATA est membre de l'Alliance européenne des agences de presse (EANA)  et de l'association des agences de presse nationales de la mer Noire (BSANNA).